# 앙드레 카야트
앙드레 카야트(프랑스어: André Cayatte, 1909년 2월 3일 카르카손 ~ 1989년 2월 6일 파리)는 범죄, 재판, 도덕적 책임을 주제로 한 영화들로 알려진 프랑스의 영화 제작자, 변호사이다.

## 영화
- 우리는 모두 살인자다